# Jakub Przebindowski
Jakub Przebindowski (ur. 6 czerwca 1972 w Opolu) – polski aktor, reżyser teatralny, autor sztuk teatralnych oraz kompozytor muzyki pisanej do teatru.

## Życiorys

### Dzieciństwo i edukacja
Pochodzi z rodziny o artystycznych korzeniach. Jego stryjeczny prapradzadek Józef Przebindowski był artystą rzeźbiarzem, pradziadek Franciszek artystą malarzem, stryjeczny dziadek Zdzisław także artystą malarzem. W rodzinie były również tradycje muzyczne. Uczęszczał do podstawowej oraz średniej szkoły muzycznej, którą ukończył w klasie fletu poprzecznego i fortepianu.

### Kariera
W 1995 zadebiutował w spektaklu Biesy albo Mały Plutarch żywotów nieudanych według Fiodora Dostojewskiego na deskach krakowskiego Starego Teatru im. Heleny Modrzejewskiej, gdzie dwa lata później zagrał postać Ferdynanda w sztuce szekspirowskiej Burza. Podczas studiów w Państwowej Wyższej Szkole Teatralnej im. Ludwika Solskiego komponował na zamówienie piosenki, był także odpowiedzialny za przygotowanie muzyczne przedstawienia Tadeusza Słobodzianka Prorok Ilja w reż. Mikołaja Grabowskiego (1998). W 1997 ukończył studia aktorskie w Krakowie. Występował w teatrach krakowskich: im. Juliusza Słowackiego (1996–1998), STU (1997–2000, 2003–2020) i Starym Teatrze w Krakowie (od 2003) oraz Teatrze Nowym w Łodzi (1999–2003).
Po raz pierwszy zagrał na dużym ekranie w dramacie Andrzeja Wajdy Wielki tydzień (1995) jako Julek Malecki, brat Jana (Wojciech Malajkat). Pojawił się potem w telewizyjnej ekranizacji książki Jarosława Iwaszkiewicza Sława i chwała reż. Kazimierz Kutz (1997) oraz dwóch seryjnych adaptacja filmowach telewizyjnych powieści Stefana Żeromskiego – Syzyfowe prace (1998) w reż. Pawła Komorowskiego i Przedwiośnie (2001) w reż. Filipa Bajona. W sztuce Teatru TV „Bigda idzie” (reż. Andrzej Wajda) zagrał Stanisława Mieniewskiego syna lidera socjalistów (Krzysztof Kolberger).
Wystąpił również w roli Krzysztofa Siedleckiego, narzeczonego pielęgniarki Magdy Szymczak (Magdalena Stużyńska-Brauer) w serialu TVP2 Na dobre i na złe (1999, 2000), oraz inteligenta po Politechnice – Karola Kopczyńskiego – w serialu TVN Na Wspólnej (2006–2007). Zagrał także księdza wikarego w „Katyniu” Andrzeja Wajdy.
Jest autorem sztuk teatralnych „Go-Go, czyli neurotyczna osobowość naszych czasów” (Teatr Nowy Łódź 2001, Teatr STU Kraków 2005), „Sz jak Szarik” (Warszawa 2007), „Botox” (Teatr Kamienica – Warszawa 2009), „Antoine” (prapremiera – Teatr Polonia – Warszawa 2010), „Hiszpańska mucha” (Teatr Kamienica). „Być jak Elizabeth Taylor” (prapremiera Teatr IMKA Warszawa 2016), „Frida. Życie. Sztuka. Rewolucja” ( Prom Kultury Warszawa) " Znaczek Miłości" ( Teatr IMKA Warszawa 2023). Od 2009 roku również reżyseruje w teatrach w Polsce. W roku 2023 wyreżyserował dwie opery Gian Carlo Menottiiego " Telefon" i "Medium" w Warszawskiej Operze Kameralnej. W listopadzie 2008 wydał zbiór wierszy dla dzieci „Dzikie zwierzenia i inne zdarzenia” z ilustracjami Marcina Piwowarskiego.
Wystąpił w drugiej edycji programu Jak oni śpiewają, w której zajął siódme miejsce. W roku 2016 wydał książkę pt. Miasto O. Pocztówkowy Alfabet Opola o zjawiskach kulturowych i społecznych w latach 1945–1979 mających miejsce w Polsce na przykładzie Opola. Jest pomysłodawcą i kuratorem wystawy Frida Kahlo / Przenikanie dotyczącej wpływów malarskiego dzieła Fridy Kahlo na współczesne zjawiska kulturowe i społeczne prezentowanej podczas Międzynarodowych Spotkań z Monodramem w Suwałkach, a także wystawy Frida Kahlo / Obecności prezentowanej podczas Nocy Kultury Opole 2019. Jeden z kuratorów wystawy Urbanorganic otwartej w Galerii TA3 podczas warszawskiej Nocy Muzeów 2019, a także kurator wystawy Carrara Gardens w londyńskiej Galerii Sztuki POSK w 2019 r.

## Życie prywatne
Starszy brat muzyka Ygora Przebindowskiego. Jest żonaty z pochodzącą ze Śląska aktorką i malarką Martyną Kliszewską. Mają córkę Mię.

## Filmografia
- 1995: Wielki tydzień – jako Julek Malecki
- 1997: Sława i chwała – jako Andrzej Gołąbek (odc. 5-7)
- 1998: Syzyfowe prace – jako Spinoza (odc. 3 i 4)
- 1999–2000: Na dobre i na złe – jako Krzysztof Siedlecki
- 1999: Tygrysy Europy – jako model Emanuel
- 2000: Syzyfowe prace – jako Spinoza
- 2000: Klasa na obcasach – jako Eryk
- 2000–2001: Miasteczko – jako Krzysztof, chłopak Eli
- 2001: Przedwiośnie – jako porucznik Mamczur
- 2002: Przedwiośnie – jako porucznik Mamczur (odc. 3)
- 2004–2005: Pensjonat pod Różą – jako Wojtek (odc. 35), właściciel domu (odc. 80)
- 2005: Szanse finanse – jako Olivier Shot (odc. 7)
- 2005: Kryminalni – jako Wacław Olsza, właściciel sklepu zoologicznego (odc. 23)
- 2005: Tak miało być – jako Mirek
- 2005: M jak miłość – jako Tomasz Kalinowski
- 2006: Magda M. – jako Jacek Sieniawa
- 2006–2007: Na Wspólnej – jako Karol Kopczyński
- 2007: Katyń – jako ksiądz Wikary
- 2007: I kto tu rządzi? – jako Darek Zawadzki (odc. 6)
- 2008–2009: Teraz albo nigdy! – jako Artur Welczyk
- 2009–2010, od 2013: Blondynka – jako Adam Stec
- 2009: Ojciec Mateusz – jako Wiesiek, mąż Moniki (odc. 22)
- 2010: Czas honoru – jako ksiądz Matyjak (odc. 27)
- 2010: Duch w dom – jako sklepikarz Stefan
- 2011: Uwikłanie – jako lekarz
- 2011: Plebania – jako dyrektor marketu (odc. 1828 i 1829)
- 2015: Przypadki Cezarego P. – jako aktor Lucjan Kotowski „Kocio”, partner Magdy
- 2015: Ojciec Mateusz – jako Natan Świerc, mąż Patrycji (odc. 182)
- 2017: Druga szansa – jako lekarz
- 2018: Barwy szczęścia – jako lobbysta Barański
- 2021: Gry rodzinne- serial Netflix

## Sztuki teatralne
- Go-Go, czyli neurotyczna osobowość naszych czasów
- Sz jak Szarik
- Botox
- Antoine
- Hiszpańska Mucha
- Lunch o północy
- Być jak Elizabeth Taylor
- Frida. Życie Sztuka Rewolucja
- Znaczek Miłości